# Ростока (Хустский район)

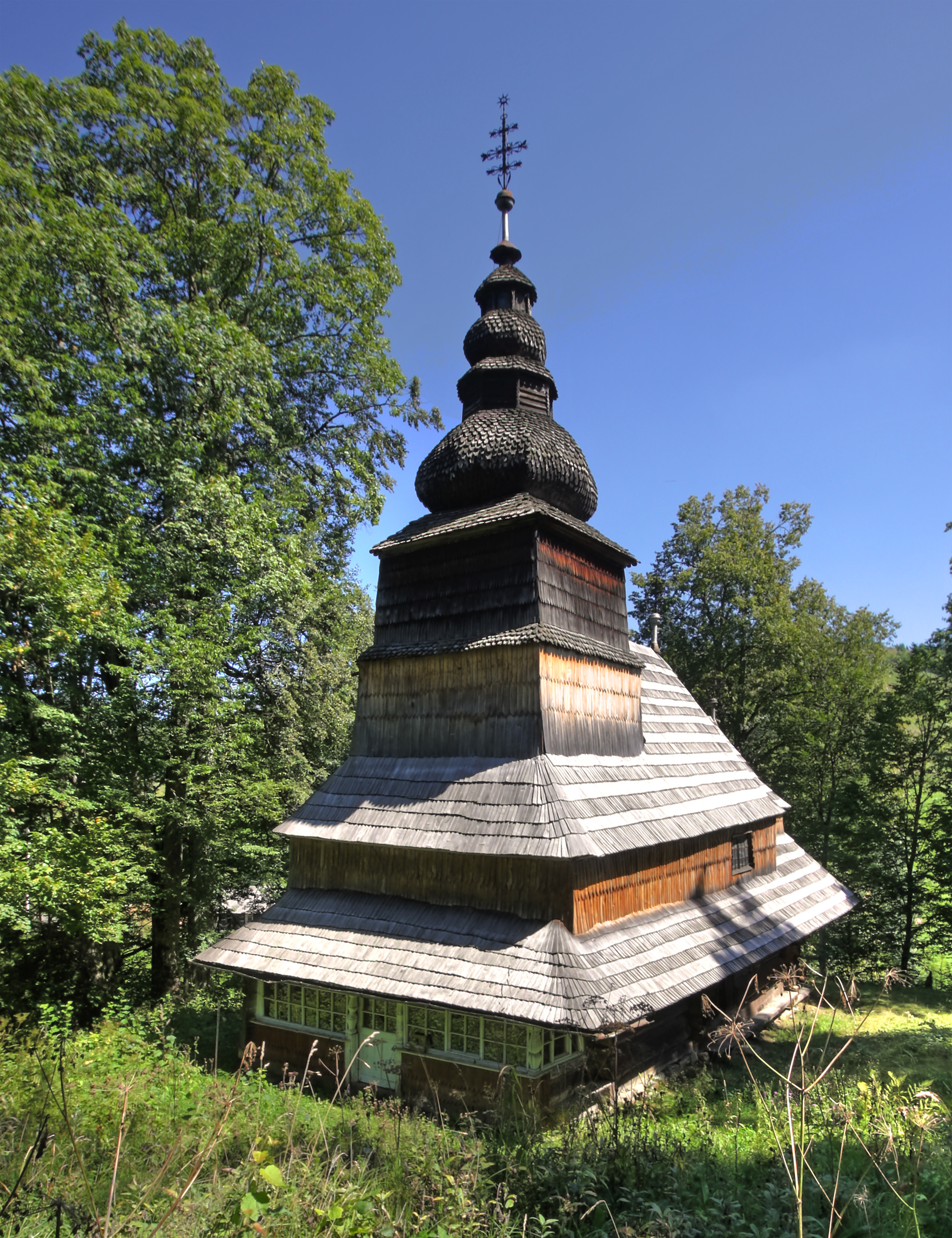
Деревянная Церковь Введения Пресвятой Богородицы 1759 года

Ростока (укр. Розтока) — село в Пилипецкой сельской общине Хустского района Закарпатской области Украины.
Население по переписи 2001 года составляло 413 человека. Почтовый индекс — 90011. Телефонный код — 3146. Код КОАТУУ — 2122485203.